# Championnat d'Europe de baseball 1957
Navigation
Édition précédente Édition suivante
Le championnat d'Europe de baseball 1957, quatrième édition du championnat d'Europe de baseball, a lieu du 7 au 13 juillet 1957 à Mannheim, en Allemagne de l'Ouest. Il est remporté par les Pays-Bas.